# Cheitumar
Cheitumar († 769) war ein Fürst der slawischen Karantanen (751–769) im heutigen Kärnten und Slowenien. Er holte als erster christliche Missionare zu den Karantanen.

## Name
In der Conversio Bagoariorum et Carantanorum wurde sein Name als Cheitumar wiedergegeben.
Es ist nicht klar, wie der tatsächliche Name war. Im Slowenischen wird er als Hotimir übersetzt. Träger eines solchen Namens sind allerdings sonst nicht bekannt.

## Leben
Cheitumar war Sohn eines slawischen Führers, dessen Name nicht überliefert wurde. Dessen Bruder war Borouth, der erste überlieferte Fürst der Karantanen.
In seiner Jugend wurde er zwangsweise nach Salzburg gebracht und dort christlich erzogen unter Bischof Virgilius.
752 wurde er Fürst der Karantanen nach dem Tod seines Cousins Cacatius.
757 kam Bischof Modestus auf Bitten Cheitumars zur Missionierung zu den Karantanen. Der Priester Maioranus wurde als geistlicher Vertrauter (Beichtvater?) Cheitumars erwähnt.
767 weihte Modestus eine Marienkirche bei Karnburg.
769 starb Cheitumar. Sein Nachfolger war Valhun.
Nach seinem Tod versuchte Valhun vergeblich, ihm als Fürst nachzufolgen. Erst 772 gelang es ihm mit bayerischer Hilfe, sich gegen die Widerstände bei den nichtchristlichen Karantanen durchzusetzen.